# Теория бозонных струн
Тео́рия бозо́нных струн — первоначальная версия теории струн, разработанная в конце 1960-х — начале 1970-х годов. Струны как фундаментальные объекты природы были введены в физику элементарных частиц для объяснения особенностей строения адронов. Обнаружение зависимости между спином адрона и его массой (график Цю — Фраучи) привело к созданию теории Редже, в которой разные адроны рассматривались не как элементарные частицы, а как различные проявления единого протяжённого объекта — реджеона. В последующие годы усилиями Габриэле Венециано, Йоитиро Намбу, Холгера Бех Нильсена и Леонарда Сасскинда была выведена формула для рассеяния реджеонов и была дана струнная интерпретация протекающих при этом явлений. С наступлением эры квантовой хромодинамики научное сообщество утратило интерес к теории струн в адронной физике.
В 1974 году, Джон Шварц и Жоэль Шерк, а также, независимо от них, Тамиаки Ёнэя, изучая свойства струнных вибраций, обнаружили, что они в точности соответствуют свойствам гипотетической частицы-переносчика гравитационного взаимодействия, которая называется гравитон. Шварц и Шерк утверждали, что теория струн первоначально потерпела неудачу потому, что физики недооценили её масштаб.
На основе данной модели была создана теория бозонных струн, которая по-прежнему остается первым вариантом теории струн, который преподают студентам. Эта теория формулируется в терминах действия Полякова, с помощью которого можно предсказывать движение струны в пространстве-времени. Процедура квантования действия Полякова приводит к тому, что струна может вибрировать различными способами и каждый способ её вибрации генерирует отдельную элементарную частицу. Масса частицы и характеристики её взаимодействия определяются способом вибрации струны, или, если выражаться метафорически, «нотой», которая извлекается из струны. Получающаяся таким образом гамма называется спектром масс теории струн.
Первоначальные модели включали как открытые струны, то есть нити, имеющие два свободных конца, так и замкнутые, то есть петли. Эти два типа струн ведут себя по-разному и генерируют два различных спектра. Не все современные теории струн используют оба типа; некоторые обходятся только замкнутыми струнами.
Теория бозонных струн не лишена проблем. Прежде всего, теория обладает фундаментальной нестабильностью, которая предполагает распад самого пространства-времени. Кроме того, как следует из её названия, спектр частиц ограничивается только бозонами. Несмотря на то что бозоны представляют собой важный ингредиент мироздания, Вселенная состоит не только из них. Исследования того, каким образом можно включить в спектр теории струн фермионы, привело к понятию суперсимметрии — теории взаимосвязи бозонов и фермионов, которая теперь имеет самостоятельное значение. Теории, включающие в себя фермионные вибрации струн, называются суперструнными теориями.
В теории бозонных струн встречается значение {\displaystyle -{\frac {1}{12}}} (сумма 1 + 2 + 3 + 4 + ⋯) при попытке рассчитать возможные энергетические уровни струны, а именно низший энергетический уровень.